# 御岳ノ神代欅

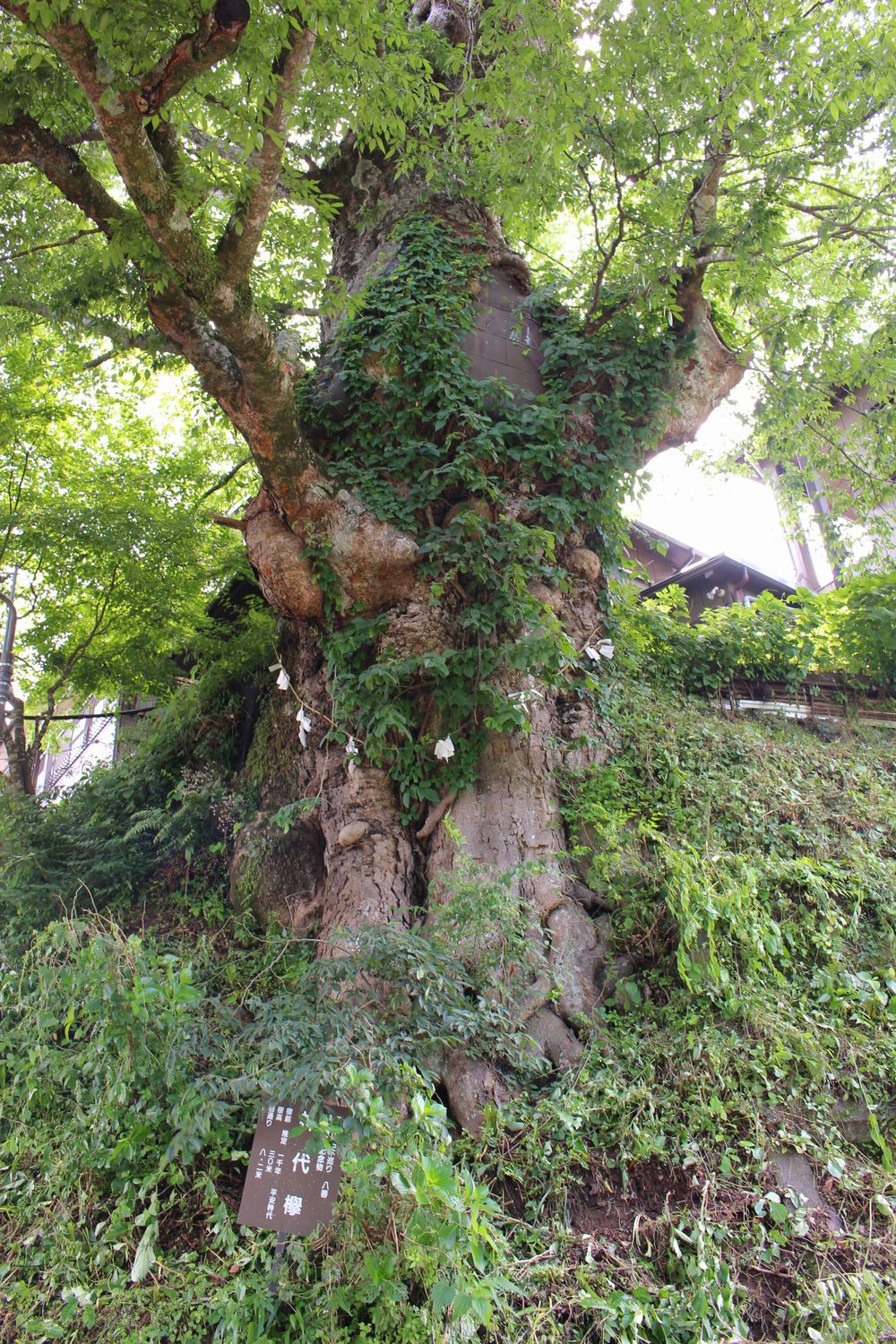
御岳ノ神代欅(2022年7月)

御岳ノ神代欅（みたけのじんだいけやき）は、東京都青梅市御岳山、北緯35度47分2.3秒・東経139度9分7.7秒にある青梅市所有のケヤキ。ケヤキの代表的巨木として日本国の天然記念物に指定されている。指定時の表記から「御嶽ノ神代欅」とも、三恵の大ケヤキ等のように文化財保護法施行以降に指定名称が改められた際の改正方法と同様に、片仮名を平仮名に植物名を片仮名にした「御岳の神代ケヤキ」として記載される場合もある。

## 概要
ケヤキは長命でかつ大木に生長することが比較的多く、環境庁（現・環境省）の調査によれば日本国内では樹木別巨木総数第2位を誇り、各地で天然記念物として指定されている。東京都青梅市御岳山（指定当時：東京府西多摩郡三田村大字御岳山字円山）145番地及び147番地の武蔵御嶽神社参道沿いにある本木は、標高約840メートルの傾斜面にあり、樹高約30メートル、幹周8.2メートル、枝張り23メートルと、東京都内4位の幹周を持つ日本国内でも有数の巨木ケヤキである。周囲は建物や道路などの人工物に囲まれており、森林からは独立した状態であるものの、枝振りもよく参道の頭上高くを枝が覆い、幹には大小多くの瘤が育ち、幹にはツタウルシが絡まり、シダ類やコケ類が生し、時節野鳥やムササビなどの小動物が集うなど、古木として雄壮かつ迫力のある姿を現在にとどめている。
本木の樹齢は約600年と推定されている。観光・集客等を目的とした情報源では樹齢1000年とも記載されるが、こちらについては具体的な根拠は明らかではない。同社の社伝によれば、ヤマトタケルの東征の折に御岳山に登り武具を蔵に納めた頃には既に生息していたとも、ヤマトタケルが東征の折に植樹したとも伝えられている。固有名称にある「神代」もこの伝承から取られている。老齢のため幹内部には洞穴が見受けられるが、現在は覆いが被されるなど、青梅市、同社、周辺住民によって保護されており、時節、薬剤散布、施肥、枯損部の削除、枝下ろし等が施される。また、本木の幹には注連縄が結ばれており、古くから同社の神木として信仰の対象とされている。
本木がある崖上には飲食・サービス店「駒鳥売店」があり、本店の食堂からは本木を間近で一望することができる。また、本木の根元付近には、本木について記載された金属製の解説板が設置されている。
内務省は、本木の持つ記念物としての価値を鑑み、1928年（昭和3年）2月18日に史蹟名勝天然紀念物保存法（大正8年法律第44号）第1条第1項の規定により天然紀念物（植物に関し保存すべしと認むべきもののうち、社叢、著しき並木、名木、巨樹、老樹）に指定した。1950年（昭和25年）8月29日以降には文化財保護法（昭和25年法律第214号）附則第5条第1項により同法109条第1項の規定による天然記念物に指定されたとみなされている。